# 인천명선초등학교
인천명선초등학교는 대한민국 인천광역시 연수구에 있는 공립 초등학교이다.

## 연혁
- 2012년 5월 1일: 개교